# Duché de Rome
v. 600 – 754
Entités précédentes :
- Royaume ostrogoth

Entités suivantes :
- États pontificaux

Le Duché de Rome (latin : Ducatus Romanus) fut une circonscription byzantine de l'exarchat de Ravenne. Comme les autres États byzantins en Italie, le duché était dirigé par un fonctionnaire impérial avec le titre de « dux  » souvent en conflit avec la papauté dans la lutte au pouvoir suprême à Rome. 
Au sein de l'Exarchat, les deux districts étaient Ravenne où l'exarchat était le centre d'opposition byzantine aux Lombards et le duché de Rome qui englobait les terres du Latium au nord du Tibre et au sud la Campanie jusqu'au Garigliano. Le pape était l'âme de l'opposition.

## Histoire

### Les origines
La création du duché de Rome n'est pas précisément datée mais elle ne suit pas exactement la reconquête de l'Italie par Justinien entre 533 et 565. La Pragmatique sanction qui organise l'administration de l'Italie en 554 crée une préfecture du prétoire d'Italie, rapidement transformée en exarchat de Ravenne sous Maurice. Si des duchés sont mentionnés, ils n'existent d'abord qu'au nord de la péninsule et Rome semble gouvernée par un préfet de Rome, sur le modèle impérial classique. L'invasion des Lombards à partir de 568, menée par Alboïn, amène rapidement à d'importantes conquêtes qui menacent Rome vers la fin des années 570. La cité subit un siège en 579. Les autorités urbaines sont alors issues tant de l'ancienne classe sénatoriale, de la papauté que de la préfecture de la ville. C'est vers cette époque qu'une première réorganisation administrative est attestée, avec la création de cinq provinces italiennes, sans que le détail de l'articulation entre les pouvoirs civils et militaires soit clairement connue. Il n'est donc pas possible de statuer sur l'existence d'un duc à Rome dans les années 580.
En 584-585, l'empereur Maurice met fin à la dichotomie entre pouvoirs civils et militaires avec la création de l'exarchat de Ravenne. L'exarque détient l'ensemble des prérogatives civilo-militaires et a autorité sur des circonscriptions administratives, parmi lesquelles des duchés, établis selon une chronologie variable. La création d'un duché à Rome est une demande pressante du pape Pélage II, pour assurer la défense de la région romaine face aux Lombards. Cependant, c'est sous le pontificat de Grégoire le Grand, vers 600, que la première mention d'un duc, sous la terminologie de maître des milices (magister militum) est attestée. Elle est concomitante de l'installation d'une garnison permanente à Rome, que le duc a directement sous son autorité. Bernard Bavant date l'apparition du duc de Rome à 592, quand un magister militum est mentionné comme organisant la défense de Rome face à Ariulf. Il s'agit probablement d'un certain Castus, mentionné dans les correspondances de Grégoire le Grand, qui a précédemment combattu les Avars. Son identification à la fonction de duc reste incertaine car il n'est pas mentionné en cette qualité, peut-être en raison de la spécificité administrative de Rome où il doit coexister avec une administration papale de plus en plus influente autant qu'avec le poids de certaines traditions antiques qui restreignent l'apparition de fonctions nouvelles.
Les premières années du VIIe siècle sont floues sur l'administration de la région de Rome. Vers 630-640, un chartulaire du nom de Mauricius est mentionné. Il intervient peu avant la nomination comme pape de Séverin en mobilisant la garnison contre le clergé romain, à qui il reproche de ne pas fournir l'argent nécessaire au paiement de la solde de la troupe. Il finit par intervenir par la force puis l'exarque Isaac se rend en personne à Rome pour mettre la main sur le trésor pontifical. Quelques années plus tard, Mauricius se révolte contre Isaac mais ses hommes se retournent contre lui. Selon Bernard Sabant, le niveau d'autorité de Mauricius sur les garnisons de Rome et des alentours ainsi que sur l'administration civile atteste de sa fonction de duc, même si, là encore, il n'est jamais mentionné en tant que tel.
Il faut attendre 663 pour avoir la première attestation explicite d'un duc, en l'occurrence un certain Georges, également consul. La dignité de consul honoraire est particulièrement élevée, se situant juste après celle de patrice. Par la suite, un certain Olympius, dux imperialis, aurait agi vers 680 dans les relations entre la papauté et le clergé de Ravenne. Vers 711, le duc de Rome Christophorus mène une rébellion contre l'empereur Philippicos, résistant victorieusement à une intervention loyaliste menée par un certain Pierre, nommé comme nouveau duc de Rome. Finalement, ce dernier parvient à accéder à sa charge quand Philippicos est renversé par Anastase II, qui rétablit un semblant d'ordre dans l'Italie byzantine.
Sous Léon III l'Isaurien, l'histoire du duché de Rome est à la fois mieux connue mais témoigne surtout d'un évanouissement de la présence byzantine. L'iconoclasme professé par le nouveau souverain ainsi que sa politique italienne en général lui aliènent le soutien d'une papauté de plus en plus autonome. Vers 725-726, une première opposition du clergé apparaît, face à la fiscalité accrue exigée par Léon III. Il semble que les autorités byzantines tentent de renverser voire d'assassiner le pape Grégoire II, à l'initiative du duc Basilius. Le Liber Pontificalis ajoute à cela que la mission est conférée par l'empereur à Marinus, désigné comme duc de Rome. Il est difficile de connaître l'articulation entre les fonctions de Basilius et de Marinus. Il est possible que deux ducs aient cohabité dans la région romaine ou bien que Marinus ait été doté d'une fonction spéciale liée à sa mission. Enfin, il est envisageable que Marinus ait simplement succédé à Basilius durant les événements. Dans tous les cas, le plan impérial échoue et Basilius est confiné dans un couvent, peu après que Marinus ait été contraint de repartir d'Italie du fait d'une maladie. Léon n'abandonne pas son projet immédiatement et envoie un nouveau duc de Rome avec une mission similaire, soutenu par l'exarque Paul qui lui fournit quelques ressources. Néanmoins, c'est l'armée de Rome qui s'oppose aux autorités byzantines et vont jusqu'à s'allier aux Lombards présents dans les alentours. L'époque est donc troublée et plusieurs ducs sont mentionnés à quelques années d'intervalle, jusqu'en 728 ou 729.
En 739, les relations entre le duc de Rome, un dénommé Etienne et le pape Zacharie sont apaisées. Ils accueillent Transamund II de Spolète, un prince lombard alors en lutte contre le roi Liutprand puis, en 743, Zacharie confie à Etienne le gouvernement de Rome alors qu'il part négocier devant Liutprand. Etienne détient la dignité de patrice, ce qui fait de lui un égal de l'exarque, lui aussi détenteur de cette dignité, la plus élevée de l'ordre social byzantin. Les historiens en tirent parfois la conséquence d'une séparation administrative entre l'exarchat de Ravenne et le duché de Rome. Ainsi, Zacharie est ordonné pape le jour même de son élection, ce qui implique que ce n'est pas l'exarque qui procède à cette ordination, ce qu'il faisait jusque-là, mais le duc de Rome en tant que représentant impérial. Toutefois, des historiens comme Bernard Bavant sont plus sceptiques, estimant que ce pouvoir d'ordination a pu être délégué par l'empereur au duc sans remettre en cause sa subordination à l'exarque. Quant à la cohabitation de deux patrices, elle est rare mais possible et peut inclure la subordination de l'un par rapport à l'autre. En revanche, l'influence papale paraît de plus en plus déterminante puisque Zacharie négocie lui-même avec le souverain lombard et conclut une paix séparée avec lui, alors même que l'exarque de Ravenne continue de combattre les Lombards. Le duc de Rome se trouve donc partagé entre un rattachement à l'ordre impérial tout en étant concerné par des décisions du pape.
Le duché de Rome survit même à l'exarchat de Ravenne, lequel disparaît au début des années 750 avec la conquête lombarde. Dans l'intervalle, la région romaine est relativement épargnée en raison des actions diplomatiques de la papauté, laquelle se tourne de plus en plus vers le royaume des Francs pour assurer sa protection. En effet, la prise de Ravenne favorise un retournement de l'attention des Lombards vers Rome, alors même que les frontières du duché ont marginalement évolué entre 680 et 750. Dans les années 750, il est fait mention d'un certain Eustathe ou Eustathius, peut-être le dernier duc byzantin de Rome, mentionné comme tel en 756. S'il s'agit d'un fonctionnaire impérial, il apparaît surtout comme un subordonné du pape Étienne II, l'architecte de l'alliance avec Pépin le bref qui remplace de facto l'empereur byzantin comme protecteur de la papauté.
La donation de Pépin en 754, qui crée les États pontificaux, entérine l'extinction de la souveraineté byzantine sur la région de Rome. Si le terme de duché de Rome se maintient quelque peu, c'est pour désigner les environs immédiats de la cité. Le Privilège de Louis le Pieux parle ainsi de la « ville de Rome et son duché », tandis que les termes de l'administration papale font plutôt référence à des terres cédées par les Francs. Un duc se maintient à Rome avec des prérogatives limitées, principalement au sein de la ville. Ainsi, un certain Toto complote contre le pape Paul Ier en 767, qui meurt de maladie. Il en profite pour rassembler quelques forces et imposer sur le trône pontifical son frère, l'antipape Constantin II. Le duc de Rome semble alors cohabiter avec des ducs en Campanie et en Tuscie. En 768, un chartulaire du nom de Gratiosus est promu comme duc, probablement de Rome. Dans l'ensemble, les mentions éparses de ducs à cette époque sont difficiles à rattacher à une circonscription précise.

### Importance de Rome pour l'Italie byzantine
L'importance stratégique du duché de la Pentapole (Rimini, Pesaro, Fano, Sinigaglia, Ancône) et du duché de Pérouse résidait dans leur capacité à conserver le contrôle des districts entre Ravenne et Rome,et avec eux la communication sur les montagnes des Apennins.

## Liste des ducs
Les ducs ont été nommés par l'exarchat puis vers 780 par la papauté. 
- Pierre (el) ( –725)[2]
- Marinus (725– )[3]
- Stephane (el) (fl. 743)[4]
- Toto de Nepi (en) (767–68)[5]
- Gratiosus (el) (769–72)[6]
- Jean (772– )[7]
- Théodore (fl. 772-95)[8]

Le titre de duc de Rome disparaît vers 778–781, remplacé par des ducs provenant d'officiers papaux :
- Leoninus (fl. 772-795)[9]
- Sergius (815)[10]